# 野田すみれ
野田 すみれ（のだ すみれ、1999年2月8日 - ）は、日本の女子プロゴルファー、ティーチングプロ、グラビアアイドル、タレント。東京都出身。アーティストハウス・ピラミッド所属。

## 経歴
3歳からゴルフを始め、2017年にティーチングプロに合格する。兄が2人いる。
ジュニア時代のタイトル
- 全国小学校選手権横尾要カップ3連覇
- 世界ジュニア日本代表3回
- 世界ジュニアパームスプリング優勝
- ハワイパールオープン優勝
- マスターズジュニア優勝
- 日刊アマチュアゴルフ2位

## 作品

### イメージDVD
- SUMIRE（2020年12月25日、リバプール）[5]
- DREAM GIRL（2021年5月28日、リバプール）[6]
- バイオレット（2021年10月22日、竹書房）[7]
- Real Face（2022年1月20日、ラインコミュニケーションズ）[8]

### 写真集
- すみれ咲く（2021年10月8日、講談社、撮影：LUCKMAN）ISBN 978-4065260548[9]
- Smile Swing（2022年11月17日、双葉社、撮影：舞山秀一）ISBN 978-4575317633[10]

### デジタル写真集
- 初セクシーショット！（2020年12月15日、光文社［FLASHデジタル写真集］、撮影：横内禎久）[11]
- アフターレッスン（2021年5月10日、集英社［週プレ PHOTO BOOK］、撮影：中村和孝）[12]
- 強気な瞳にキュンです（2021年11月8日、集英社［週プレ PHOTO BOOK］、撮影：藤本和典）[13]
- ナイスショット！（2022年4月18日、小学館［週刊ポストデジタル写真集］、撮影：藤本和典）[14]
- ピラミッドGALS セクシー四重奏（2022年4月18日、小学館［週刊ポストデジタル写真集］、撮影：藤本和典）共演：白波瀬海来、東堂とも、小森あきほ[15]

## 出演

### ウェブ配信
- 内藤雄士の「90切り‼ゴルフ」（2021年4月14日 - 6月24日、YouTube［スポニチチャンネル］）[16]
- 内藤雄士＆野田すみれ第2弾レッスン（2021年7月1日 - 8月26日、YouTube［スポニチチャンネル］）[17]